# Hospital Comarcal de Alcázar de San Juan
El Hospital Comarcal de Alcázar de San Juan es un antiguo hospital ubicado en el noroeste de Alcázar de San Juan (provincia de Ciudad Real), España. Albergó a pacientes con todo tipo de enfermedades desde 1973 hasta 1994. En la actualidad el edificio se encuentra en estado de abandono y es propiedad del INSS.

## Historia
En 1965 se concluyó la construcción del Hospital Comarcal de Alcázar de San Juan que recogía las teorías inglesas y estadounidenses sobre la distribución de las salas de hospitalización en torno a los puestos de enfermería, hospital que recogía las teorías de hospitalización de otros   lugares. Con motivo de la muerte del doctor Alberca Lorente se realizará la creación de un busto en su memoria como homenaje, que fue inaugurado finalmente el 2 de marzo de 1968, en la parcela que previsiblemente ocuparía el nuevo hospital de Alcázar de San Juan. El hospital comarcal fue inaugurado el 28 de febrero de 1973 y en marzo de ese mismo año se produjo el primer nacimiento en el hospital. El hospital tendría una actividad discontinua que se vería marcada por numerosos cierres y aperturas. Desde 1978 se empieza a plantear la posibilidad de convertir el hospital en una residencia sanitaria, que va a pasar de disponer solo de 50 camas a tener 150. Desde 1979 el hospital va a dar respuesta sanitaria a toda a una comarca. En marzo de 1985 el hospital vuelve a ser de nuevo noticia, para convertirse en un centro que tenga cobertura en todas las especialidades, para ampliar las instalaciones del hospital en 1986. A partir de 1989 se empieza a planear la construcción del nuevo hospital, cuya apertura tiene lugar en 1994, finalmente clausurándose el antiguo hospital a finales de ese mismo año.